# Ідана (Орегон)
Ідана (англ. Idanha) — місто (англ. city) в США, в округах Меріон і Линн штату Орегон. Населення — 156 осіб (2020).

## Географія
Ідана розташована за координатами 44°42′29″ пн. ш. 122°6′18″ зх. д. / 44.70806° пн. ш. 122.10500° зх. д. (44.707921, -122.104867).  За даними Бюро перепису населення США в 2010 році місто мало площу 2,82 км², з яких 2,75 км² — суходіл та 0,07 км² — водойми.

## Демографія
Згідно з переписом 2010 року, у місті мешкали 134 особи в 65 домогосподарствах у складі 34 родин. Густота населення становила 48 осіб/км².  Було 86 помешкань (31/км²).
Расовий склад населення:
| - 96,3 % — білих |

До двох чи більше рас належало 3,7 %. Частка іспаномовних становила 5,2 % від усіх жителів.
За віковим діапазоном населення розподілялося таким чином: 11,2 % — особи молодші 18 років, 70,9 % — особи у віці 18—64 років, 17,9 % — особи у віці 65 років та старші. Медіана віку мешканця становила 51,2 року. На 100 осіб жіночої статі у місті припадало 131,0 чоловіків;  на 100 жінок у віці від 18 років та старших — 128,8 чоловіків також старших 18 років.
Середній дохід на одне домашнє господарство  становив 39 077 доларів США (медіана — 29 464), а середній дохід на одну сім'ю — 43 926 доларів (медіана — 29 107). За межею бідності перебувало 25,3 % осіб, у тому числі 40,0 % дітей у віці до 18 років та 4,7 % осіб у віці 65 років та старших.
Цивільне працевлаштоване населення становило 65 осіб. Основні галузі зайнятості: роздрібна торгівля — 40,0 %, будівництво — 13,8 %, транспорт — 9,2 %, публічна адміністрація — 9,2 %.